# 傑·海利
傑·海利（Jay Haley，1923年7月19日—2007年2月13日），出生於懷俄明州，成長於加州。是策略學派家族治療的代表人物。

## 生平
就讀於史丹佛大學時，認識了格雷戈里·貝特森，貝特森邀請海利加入自己的研究團隊進行「貝特森計劃」，寫出了〈邁向思覺失調理論〉(Towards a Theory of Schizophrenia)，這是建立家族治療理論很重要的資料。
1959年，海利擔任加州心理研究所的主任，在此期間，持續與米爾頓·艾瑞克森有專業上的往來，而寫出《不尋常的治療》(Uncommon Therapy)，介紹米爾頓·艾瑞克森的策略療法。海利也與發展結構性家族治療的薩爾瓦多·米紐慶密切合作。1962年創立第一份家族治療期刊《家庭歷程》，有第一任妻子伊莉莎白·海利（Elizabeth Haley）的協助，她是一位專業記者。
在1950年代到1960年代前期，海利除了參與家族治療的誕生與發展，也是心理治療的觀察研究員。貝特森計劃安排海利、約翰·魏克蘭觀察及記錄臨床醫生的工作，包括米爾頓·艾瑞克森、約瑟夫·沃爾普、約翰·羅森（John Rosen）、丹·傑克森、弗莉達·佛洛姆－萊克曼、Charles Fulweiler等人。
1967年離開心理研究所，進入費城兒童輔導中心（Philadelphia Child Guidance Center）工作，藉著與薩爾瓦多·米紐慶、鮑立歐·蒙塔沃（Braulio Montalvo）的合作，海利影響、也被影響結構性家族治療的發展。
1976年與第二任妻子克勞葉·麥德尼斯成立華盛頓家族治療學院，他將在家庭治療所的工作經驗寫成《問題解決療法》(Problem Solving Therapy)，為該領域最具影響力的書籍之一。
1990年代離開家庭治療所，海利搬至聖地亞哥，與第三任妻子Madeleine Richeport-Haley製作了一連串與人類學和心理治療有關的影片。Madeleine也參與了海利最後一本著作《Directive Family Therapy》的撰寫。
海利過世時，他是亞萊恩國際大學的駐校學者。

## 著作
- 《不尋常的治療：催眠大師米爾頓‧艾瑞克森的策略療法》(Uncommon Therapy: The Psychiatric Techniques of Milton H. Erickson, M.D.)，2012年，繁體中文版由心靈工坊出版，ISBN 978-986-611-254-6
- 《問題解決治療》（Problem Solving Therapy），1966年。
- 《離家》（Leaving Home），1980年。
- 《The Art of Strategic Therapy》，1996年。
- 《The Power Tactics of Jesus Christ and Other Essays》，1969年。
- 《Strategies of Psychotherapy》，1963年。
- 《Ordeal Therapy: Unusual Ways to Change Behavior》，1984年。
- 《Learning and Teaching Therapy》，1996年。
- 《Directive Family Therapy》(與Madeleine Richeport-Haley)，2007年。